# Rokko Ramirez

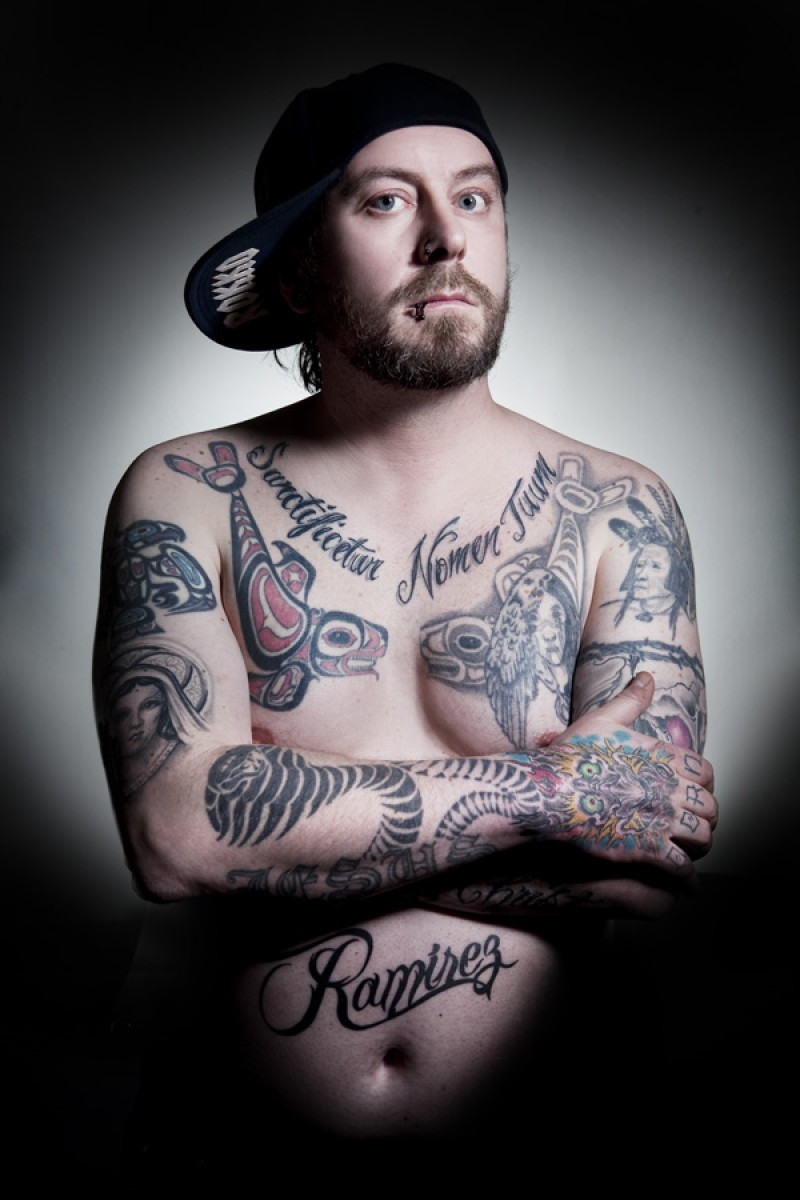
Rokko Ramirez

Rokko Ramirez (gebürtig Gerold Haubner, Herzog zu Berwangen, * 6. September 1969) ist ein österreichischer DJ. Er inszeniert sich selbst als Kunstfigur mit fiktiver Biographie. Außerdem war er bis 2012 Frontman der Skapunk Band Jesus Christ Smokes Holy Gasoline.

## DJ
Rokko Ramirez sieht sich selbst „[…] als Bindeglied zwischen einer Heavy-Metal-Band und einem Rock-DJ […]“. Er ist in Österreich bekannt für seine Auftritte als „Österreichs härtester DJ der Welt“. Seine Bühnenshows sind meist aufwändig inszeniert und kokettieren bewusst mit Klischees und Vorurteilen. Thematiken wie Sadomasochismus, Sexismus und Alkoholismus werden oft aufgegriffen und von Schauspielern und Artisten bildlich in seinen Shows umgesetzt.
Seine Arbeit als Support-DJ für Marilyn Manson und Rob Zombie brachte Rokko Ramirez erstmals Erwähnung in den österreichischen Medien. Es folgten unter anderem Auftritte mit dem venezolanischen DJ Zardonic und der kroatischen DJ Virgin Helena sowie mit dem kanadischen Performance-Künstler Zombie Boy und dem Schlagzeuger der Indie-Rock-Band Madsen, Sascha Madsen.
Ramirez trat in Österreich auf einer Vielzahl von Festivals auf, wie zum Beispiel
- Nova Rock
- Frequency
- Two Days a Week
- Donauinselfest
- Picture on festival

## International
International führten ihn seine letzten Touren 2013/14, 2015 und 2016/17 nach Shenzhen, Peking, Shanghai und Suzhou, wo er unter anderem mehrmals auf Chinas größtem Rockfestival, dem Midi Modern Music Festival, auftrat.
Gerade durch sein Engagement, internationale Musik in China publik zu machen, und durch sein in Fernost "exotisch" anmutendes Auftreten, konnte Rokko Ramirez in China einen Art Kultstatus erreichen. Dies wird durch regelmäßige Aufläufe von Menschenmassen während seiner Performances untermauert. Rokko Ramirez wurde dadurch von einer österreichischen Zeitung zum wichtigsten Exportschlager nach der "Mozartkugel" ernannt.

## Die Kunstfigur
Der gebürtige Österreicher hat Rokko Ramirez eine fiktive Biographie verliehen. Danach wuchs der junge Ramirez in der mexikanischen Grenzstadt Tijuana auf. Um der Armut seiner Heimatstadt zu entfliehen, und seiner Leidenschaft, der Musik, gänzlich nachzugehen, beschloss er bereits in jungen Jahren nach Europa zu ziehen, um dort als Musiker Fuß zu fassen. Sein Weg führte ihn schließlich nach Österreich. Mit Shut the f**k up hat Rokko Ramirez in Kooperation mit dem Brauwerk Wien sein eigenes India Pale Ale gebraut.

## Diskografie
- 2014: Wildstyle (Single, Wildstyle & Tattoo Music Sampler)
- 2015: Reality (Single, Addicted To Rock Music)
- 2018: No World Order (Album, Earcatcher Records)

## Belege
1. ↑  20 Jahre JESUS CHRIST SMOKES HOLY GASOLINE. musikmagazin.at, 13. August 2012. Abgerufen am 7. November 2013.
2. 1 2  DJ Rokko Ramirez legt in Fernost auf. krone.at, 29. Oktober 2013. Abgerufen am 5. November 2013.
3. ↑  Manson langweilte in der Stadthalle kurier.at. 2. Dezember 2012.
4. ↑  Archivierte Kopie (Memento vom 30. Oktober 2013 im Internet Archive)
5. ↑  wienerzeitung.at, 8. Mai 2015

| Personendaten    | Personendaten                     |
| ---------------- | --------------------------------- |
| NAME             | Ramirez, Rokko                    |
| ALTERNATIVNAMEN  | Haubner, Gerold (wirklicher Name) |
| KURZBESCHREIBUNG | österreichischer DJ               |
| GEBURTSDATUM     | 6. September 1969                 |